# Martin Parr
Martin Parr (født 1952, Epsom, Surrey) er en engelsk dokumentarfotograf. Han har arbejdet med mange fotografiske projekter, der alle har et kritisk blik på det moderne samfund, specielt forbrugersamfundet, middelklassen og masseturismen.
Parr er kendt for sin massive brug af farver i sine billeder. Hans satiriske, ofte ironiske og vittige, vinkel på dokumentargenren er ganske unik og repræsenterer et klart afbræk fra den sort/hvide tradition, der blev udstukket af publikationer, som Picture Post og LIFE omkring 2. verdenskrig. 
Parr er medlem af billedbureauet Magnum Photos Agency – en gruppe af højt respekterede fotojournalister.
Siden 1970'erne har Parr samlet postkort og udgivet små bøger med dem. Martin Parr har hentet en del af sin inspiration og brug af farver fra 1950'ernes postkort. Specielt dem der i England blev lavet af John Hide og hans firma.

## Citat
"Jeg fotograferer det jeg ikke bryder mig om" 
(Kilde: Rasmus Riemann, University of Humberside 1995).

## Nøgleudgivelser
- Bad Weather, tekst af Michael Fish og Peter Turner, Zwemmers (1982). Udsolgt fra forlag.
- Last Resort: Photographs of New Brighton, af Martin Parr og Ian Walker, Dewis Lewis Publishing (1986, genudgivet 1998).
- The Cost of Living, af Martin Parr og Robert Chesshyre, Cornerhouse (1989). Udsolgt fra forlag.
- Bored Couples, af Martin Parr, Gallery du Jour, Paris (1993), Udsolgt.
- Small World, af Martin Parr og Simon Winchester, Dewi Lewis publishing (1995). Udsolgt fra forlag.